# Chissà chi lo sa?
(Walter Veltroni)
Chissà chi lo sa? è stato un programma televisivo italiano di genere game show per ragazzi, trasmesso sul Programma Nazionale dal 1961 al 1972 (con una sospensione dal 1963 al 1965), presentato da Febo Conti per la regia di Cino Tortorella, che ne era anche l'ideatore e l'autore. Andava in onda il sabato pomeriggio a partire dalle 17:45 dagli studi della Rai di Corso Sempione a Milano e della Fiera di Milano. A più riprese, Tortorella fu sostituito alternativamente in cabina di regia da Beppe Recchia, Maria Maddalena Yon, Francesco Dama ed Eugenio Giacobino.

## Il programma
Il copione prevedeva la sfida tra due squadre di sei o sette ragazzi ciascuna, provenienti da due scuole medie italiane, che gareggiavano nel rispondere agli indovinelli e alle sfide di cultura elementare, proposti dal conduttore. Il premio per la squadra vincitrice era costituito da un'enciclopedia che veniva assegnata alla scuola di provenienza della squadra vincitrice, l'enciclopedia veniva introdotta in scena da un rudimentale carrello mobile non accompagnato e spinto (come diceva Febo Conti) da un motore canciàn (in realtà Cancian era il cognome dell'addetto che lo spingeva). La scuola vincitrice si ripresentava nella puntata successiva per una nuova sfida con un'altra scuola.
Il gioco, in cui l'ingresso delle squadre era accompagnato dalla frase "Squillino le trombe, entrino le squadre", era inframezzato dall'intervento di alcuni ospiti, solitamente almeno una esibizione di un artista (cantante o attore) noto del periodo, ed un incontro con un adulto affermatosi nel suo campo professionale,  che spiegava ai ragazzi i "segreti" per intraprendere la sua carriera lavorativa. Tra i numerosi ospiti si ricordano Fabrizio De André che presentò La canzone di Marinella, Arthur Brown che con un braciere acceso in testa cantò Fire, Herbert Pagani con Cin cin con gli occhiali, Gino Bramieri, Enzo Jannacci con Vengo anch'io. No, tu no, Paolo Villaggio, il complesso dei Personaggi con "Terra Arida" e Nada.
La prima puntata andò in onda il 19 luglio 1961 e il programma proseguì sino alla primavera dell'anno successivo, anche con alcune puntate trasmesse da Napoli e condotte da Achille Millo. Dopo tre anni di sospensione, dal 4 gennaio 1966 il gioco ripartì ed ebbe un tale successo da essere riconfermato per altre 6 stagioni consecutive, fino al giugno 1972, divenendo una delle trasmissioni più longeve della Rai.